# Saralanj (Lori)
Saralanj (in armeno Սարալանջ?) è un comune di 215 abitanti (2001) della Provincia di Lori in Armenia.